# جان مازاريك
جان جاريجي مازاريك (14 سبتمبر 1886 - 10 مارس 1948) كان دبلوماسي وسياسي تشيكوسلوفاكي.

## بدايات حياته
ولد في براغ، ابن توماس مازاريك أستاذ جامعي وسياسي والذي أصبح أول رئيس ل تشيكوسلوفاكيا عام 1919، وزوجته الأمريكية شارلوت جاريجيو. مازاريك تعلم في براغ وأيضا في الولايات المتحدة الأمريكية. و عاد لوطنه في عام 1913 وخدم في الجيش المجري-النمساوي خلال الحرب العالمية الأولى. بعد ذلك التحق بالخدمة الدبلوماسية وأصبح مسئول العلاقات الخارجية في أمريكا في عام 1919، و هو منصب ظلَّ به حتى عام 1922.
في عام 1925 تم تنصيبه سفير في بريطانيا. والده تقاعد من منصبه الرئاسي في عام 1935 وتوفي بعدها بسنتين، وخلفه في الرئاسة إدفارد بينيس.

## زمن الحرب

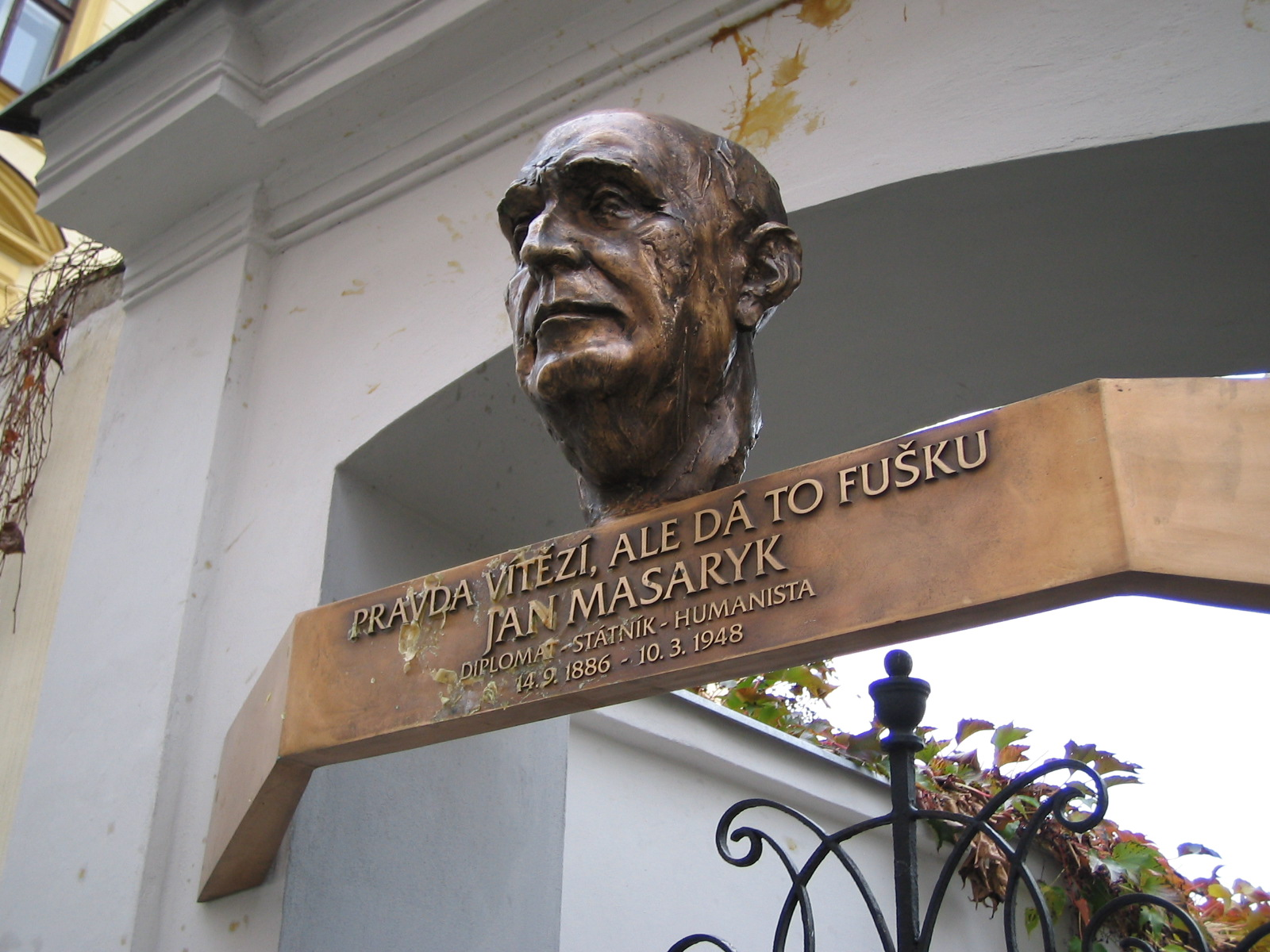
لوحة تذكارية لجان مازاريك

في سبتمبر 1938 احتلت القوات الألمانية منطقة سوديتنلاند في تشيكوسلوفاكيا، واحتج مازاريك على ذلك بالاستقالة من منصبه كسفير، ورغم استقالته ظلَّ في لندن. أعضاء آخرين في الحكومة مثل بينيس قدموا استقالتهم. في مارس 1939 احتلت ألمانيا بقية مقاطعات تشيكوسلوفاكيا في بوهيميا ومورافيا وتم إنشاء دولة سلوفاكية وهمية في سلوفاكيا. عندما تم إنشاء حكومة تشيكوسلوفاكيا في المنفى في بريطانيا، شغل مازاريك منصب وزير الخارجية. خلال الحرب قام بانتظام بالحديث الإذاعي من خلال ال بي بي سي إلى دولة تشيكوسلوفاكيا المحتلة. كانت لديه شقة في 58 حدائق وستمنستر في لندن لكن كان يتواجد بالأغلب في مقر القنصلية التشيكوسلوفاكية في وينجريف أو مع الرئيس بينيس في أستون أبوتس، وكلاهما قريب من أيلسبرى في باكنجهامشاير. في عام 1924 حصل مازاريك على دكتوراه في القوانين من كلية بيتس.

## بعد الحرب
ظل مازاريك وزيرا للخارجية بعد تحرير تشيكوسلوفاكيا كجزء من حكومة جبهة التعدد الوطني. في ظل حكومة كليمنت جوتوالد قوى مركز الشيوعيون وذلك بعد انتخابات 1946 ولكن ظل مازاريك وزيرا للخارجية. كان مازاريك مهتما بإبقاء العلاقات مع الاتحاد السوفييتي، ولكن أُصيب بالهلع بسبب الفيتو الذي استخدمه الاتحاد السوفييتي ضد اشتراك تشيكوسلوفاكيا في خطة مارشال. في فبراير 1948 استقالت الأغلبية غير الشيوعية على أمل البدء بإعادة الانتخابات، ولكن تم إنشاء حكومة شيوعية تحت قيادة جوتوالد. ظل مازاريك وزيرا للخارجية، وعلى الرغم من ذلك لم يكن هو متأكد من قراره.

## وفاته
وجد مازاريك ميتا وكان مرتديا البيجاما في باحة وزارة الخارجية تحت نافذة حجرة استحمامه وذلك في 10 مارس 1948. قررت التحقيقات الأولية أنه قام بالانتحار بالقفز من النافذة، لكن لا يزال شائعا بصورة عامة أنه قُتل على يد الشيوعيين. أكد تحقيقين أُجريا في 1968 خلال ربيع براغ وفي أوائل التسعينيات من القرن العشرين بعد سقوط حائط برلين الوفاة بسبب الانتحار. لا يزال النقاش حول ظروف وملابسات موته دائرة، دون الوصول لآراء قاطعة. أطلق المعتقدون بمقتل مازاريك على هذه الحادثة لقب الإسقاط (الثالث) من النافذة في براغ. قرر أعضاء من عائلة مازاريك من ضمنهم زوجته السابقة فرانسيس كرين ليزربي وحماته السابقة سيلفيا إيى كرين، وأخته أليس مازاريك اعتقادهم بأنه بالفعل قتل نفسه، طبقا لما ورد في خطاب كتبته سيلفيا إيى كرين إلى جريدة نيويورك تايمز، واعتبرت فيه أن شبهة الجريمة من أكليشهات الحرب الباردة (جريدة نيويورك تايمز، 28 يناير 1990). لكن بالرغم من ذلك بوليس براغ نشر تقريرًا في عام 2004 يدعي فيه أنه بالفعل قُتل. قدم اللواء السوفييتي الهارب رفيع المستوى والذي كان يعمل في الاستخبارات السوفيتية أيون ميهاي باسي وصفًا للمحادثة التي جرت بينه وبين نيكولاي تشاوتشيسكو والذي أخبره فيها عن عشرة قادة عالميين قتلهم أو حاول قتلهم الكرملين، وكان جان مازاريك أحدهم

## حياته الخاصة
من عام 1924 حتى طلاقهم في عام 1931، كان مازاريك متزوجا من فرانسيس كرين ليزربي. كانت الوريثة ل سباكة كرين وفورشن للمصاعد، كانت الزوجة السابقة ل روبرت ليزربي ابنة تشارلز آركرين، مبعوث أمريكي للصين وأخت ريتشارد تيلر كرين الثاني، سفير أمريكي ل تشيكوسلوفاكيا.
بهذا الزواج يكون لديه ثلاثة أبناء ليسوا من صلبه : تشارلز ليزربي، روبرت ليزربي الصغير ، وتشارلز كرين ليزربي. نسخة محفوظة 30 سبتمبر 2007 على موقع واي باك مشين. قرب وفاته كانت هناك تقاير تشير لعزمه الزواج من الكاتبة الأمريكية مارسيا دافنبورت.

## روابط خارجية
- جان مازاريك على موقع الموسوعة البريطانية (الإنجليزية)
- جان مازاريك على موقع مونزينجر (الألمانية)
- جان مازاريك على موقع إن إن دي بي (الإنجليزية)
- جان مازاريك على موقع ديسكوغز (الإنجليزية)